# 山雁王酒
山雁王酒是遼寧铁岭出产的一种白酒，源于1894年当地成立的关东烧锅，第二次国共内战结束后当局以其为基础成立大河烧锅，后几经变革成为昌图国营制酒一厂。山雁王酒以辽北出产的红高粱、玉米、水稻为主料酿成，以努尔哈赤“饮酒度关山”的民间传说和昌图八景之一“关山落雁”命名。